# Rajd Wisły 1977
26. Rajd Wisły – 26. edycja Rajdu Wisły. Był to rajd samochodowy rozgrywany od 9 do 10 września 1977 roku. Była to czwarta runda Rajdowych Samochodowych Mistrzostw Polski w roku 1977. Rajd składał się z dwunastu odcinków specjalnych i jednej próby szybkościowej. Został rozegrany na nawierzchni asfaltowej. Zwycięzcą rajdu został Tomasz Ciecierzyński.

## Wyniki końcowe rajdu[1][2]
| Miejsce | Kierowca               | Pilot                 | Samochód                          | Czas      | Strata  | Grupa Klasa |
| ------- | ---------------------- | --------------------- | --------------------------------- | --------- | ------- | ----------- |
| 1       | Tomasz Ciecierzyński   | Jacek Różański        | Polski Fiat 125p 1600 Monte Carlo | 53:21.8   | -       | IV          |
| 2       | Włodzimierz Groblewski | Januariusz Czerwoniec | Polski Fiat 125p 1600 Monte Carlo | 54:48.4   | +1:26.6 | IV          |
| 3       | Maciej Stawowiak       | Jacek Lewandowski     | Polski Fiat 125p 1600 Monte Carlo | 55:57.0   | +2:35.2 | IV          |
| 4       | Marian Bublewicz       | Wiesław Grabarczyk    | Polski Fiat 125p 1600 Monte Carlo | 55:57.4   | +2:35.6 | IV          |
| 5       | Marek Karczewski       | Stanisław Brzozowski  | Polski Fiat 125p 1500             | 57:41.4   | +4:19.6 | I/8         |
| 6       | Bogdan Wozowicz        | Witold Wozowicz       | Polski Fiat 125p 1500             | 58:10.8   | +4:49.0 | I/8         |
| 7       | Adam Masłowiec         | Andrzej Białowąs      | Polski Fiat 125p 1500             | 58:42.2   | +5:20.4 | I/8         |
| 8       | Jerzy Kobyliński       | Marcin Osiowski       | Polski Fiat 125p 1500             | 1:00:58.8 | +7:37.0 | I/8         |
| 9       | Tadeusz Michalak       | Paweł Stojanowski     | Polski Fiat 125p 1300             | 1:01:17.6 | +7:55.8 | II/7        |
| 10      | Andrzej Radecki        | Henryk Mieczaniec     | Polski Fiat 125p 1500             | 1:01:54.6 | +8:32.8 | II/8        |